# Sello público del mandato británico de Palestina
El sello público del mandato británico de Palestina rigió como escudo oficial en dicho mandato y fue usado también por el alto comisionado.

## Diseño
El sello, diseñado por Cecil Thomas de la Real Casa de la Moneda, mostraba una representación de la ciudad de Jerusalén rodeada por las palabras "Gobierno de Palestina" en inglés, árabe y hebreo. Presentaba importantes monumentos de la ciudad vieja de Jerusalén, incluidos los Murallas de Jerusalén, la Puerta de Jaffa, la Cúpula de la Roca y la Torre de David.

## Otros símbolos
Los buques civiles y estatales registrados en el Mandato de Palestina ondeaban una bandera roja o azul con una insignia con la palabra "Palestina" sobre un círculo blanco. campo.
En 1935 se adoptó una insignia para su uso en el estandarte del Alto Comisionado. Esta insignia mostraba una corona con las palabras "Alto Comisionado de Palestina" debajo.

El Boletín Oficial del Gobierno de Palestina mostraba las armas reales del Reino Unido en su portada.

Insignia del Alto Comisionado para Palestina y Transjordania
- Portada del Boletín Oficial del Gobierno de Palestina
Insignia de la Fuerza de Policía Palestina